# Eublemma apicata
Eublemma apicata  là một loài bướm đêm trong họ Erebidae.

## Hình ảnh

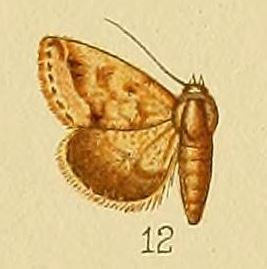